# Sâmbăta Mare

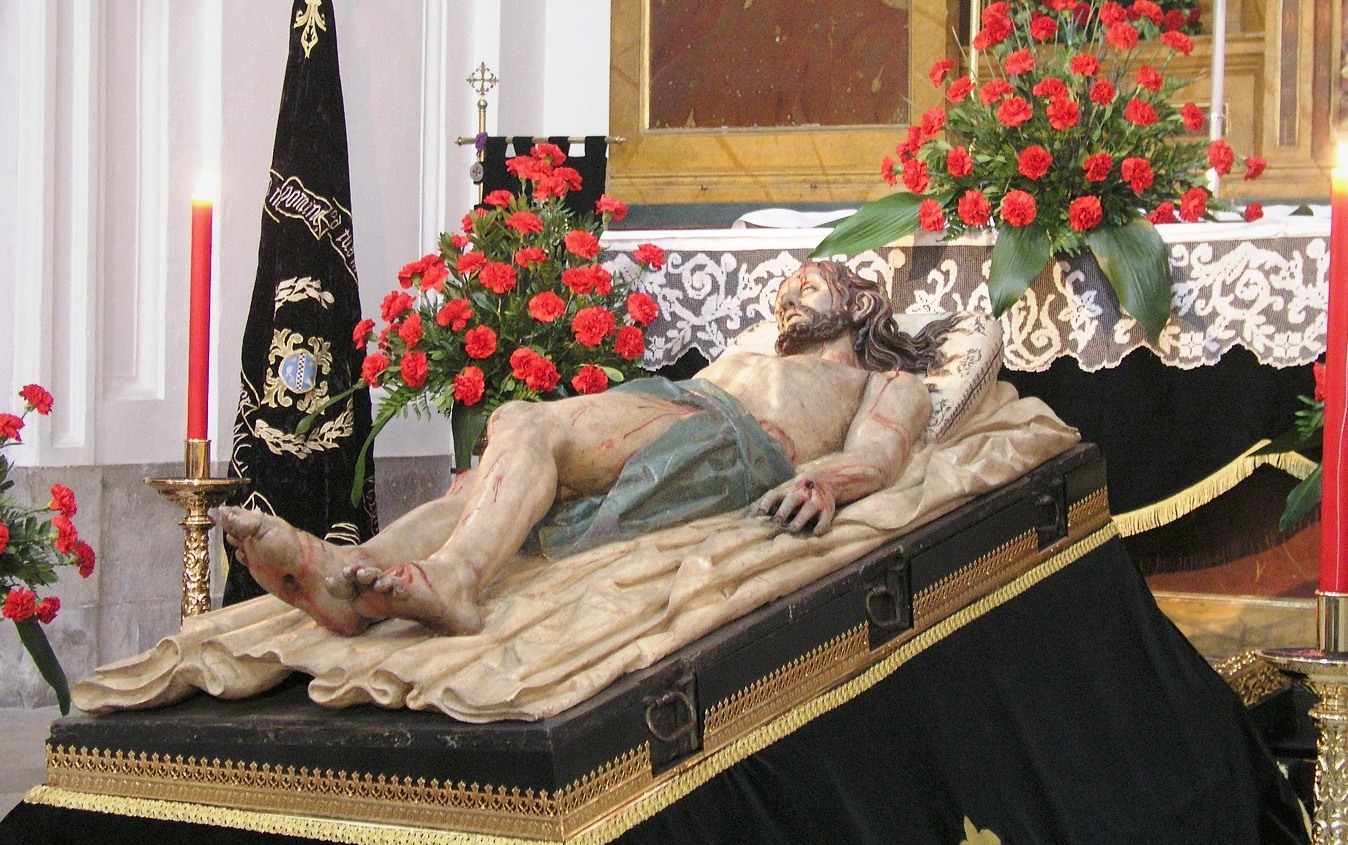
Statuia lui Isus pusă în mormânt
(Gregorio Fernández. Mănăstirea din San Joaquin y Santa Ana, Valladolid)

Sâmbăta Mare (în latină Sabbatum Sanctum) este ziua care urmează după Vinerea Mare. Este ziua dinaintea Paștelui și ultima zi a Săptămânii Patimilor în care creștinii se pregătesc pentru Paște. Ea comemorează ziua în care trupul lui Iisus Hristos a fost pus în mormânt.
Sâmbăta Mare mai este uneori numită Sâmbăta Paștelui, deși această frază se aplică mai corect Sâmbetei din Săptămâna Paștelui.